# The Thousand Knives
Thousand Knives (também conhecido como Thousand Knives of Ryuichi Sakamoto) é o primeiro álbum solo de Ryuichi Sakamoto. O álbum tem esse nome pois teve inspiração na descrição de Henri Michaux da sensação de usar mescalina em  Misérable Miracle . Foi gravado em cerca de 500 horas, Sakamoto passava dias inteiros sem dormir trabalhando nele. A faixa-título do álbum é uma das composições mais famosas de Sakamoto.

## historia
A faixa título começa com a leitura de "Jinggang Mountain", um poema escrito por Mao Zedong durante sua visita a um poço nas Montanhas Jinggang em 1965. A música propriamente dita é executada em um estilo de hino reggae, inspirado por Speak Like, de Herbie Hancock. O álbum  segue para "Island Of Woods", uma composição de sintetizador analógico, com duração de dez minutos, projetada para soar como os sons naturais de uma ilha. "Grasshoppers" é marcada por misturar piano e sintetizadores. Nas trilhas originais do álbum, o primeiro lado foi indexado como uma longa faixa de 24:40. O segundo lado do álbum é dedicado as músicas eletrônicas. "The End of Asia" usa a mesma melodia de "Worry Beads", de Haruomi Hosono, no álbum "Paraiso" (embora Sakamoto tenha alegado que o uso foi  uma mera coincidência.) Sakamoto tem como base o hino nacional do República Popular da China durante a Revolução Cultural. "Da Neue Japanische Electronische Volkslied" e "The End of Asia" (mais tarde regravadas pelo Yellow Magic Orchestra) estão mais próximas da nova onda de música eletrônica japonesa que ele iria gerar.  Assim, o álbum como um todo resume o então interesse de Sakamoto pela história chinesa.
"Thousand Knives" é um marco do repertório de Sakamoto, sendo rearranjado para sua banda de synthpop  Yellow Magic Orchestra em 1980 para o álbum BGM. Inúmeros outros arranjos foram realizados  longo dos anos, tanto pela YMO, quanto pelo próprio Sakamoto, estas performances contêm um dos primeiros usos da bateria eletrônica Roland TR-808. "Plastic Bamboo" também foi um marco dos primeiros shows de YMO, embora a única gravação apareça em seu álbum ao vivo ”Live At Kinokuni-ya Hall” de 1978. "The End of Asia" também aparece regularmente durante os shows do YMO, com uma versão de estúdio drasticamente diferente, incluída  no álbum X∞Multiplies.

## Track listing
Todas as faixas escritas e compostas por Ryuichi Sakamoto. 
| Lado A |                   |         |  |
| N.º    | Título            | Duração |  |
| 1.     | "Thousand Knives" | 9:34    |  |
| 2.     | "Island of Woods" | 9:50    |  |
| 3.     | "Grasshoppers"    | 5:16    |  |

| Lado B |                                               |         |  |
| N.º    | Título                                        | Duração |  |
| 4.     | "Das Neue Japanische Elektronische Volkslied" | 8:05    |  |
| 5.     | "Plastic Bamboo"                              | 6:31    |  |
| 6.     | "The End of Asia"                             | 6:21    |  |